# Patricia Castro
Patricia Castro Ortega (ur. 6 sierpnia 1992 w Madrycie) – hiszpańska pływaczka specjalizująca się głównie w stylu wolnym, reprezentantka Hiszpanii podczas Letnich Igrzysk Olimpijskich w Londynie.

## Życiorys
Patricia Castro urodziła się 6 sierpnia 1992 roku w Madrycie w Hiszpanii. Swoją karierę sportową jako pływaczka rozpoczęła w 2012 roku w wieku 20 lat, występując po raz pierwszy na XXX Letnich Igrzyskach Olimpijskich w Londynie w Wielkiej Brytanii, startując w sztafecie na 4 × 200 m stylem wolnym razem z Mireią Belmonte, Melanią Costa oraz Lydią Morant. Castro i jej drużyna zajęły dziesiąte miejsce w biegach z czasem 7:54.59, pobijając światowy rekord w pływaniu, ale nie awansowały do finałów.
Należała do madryckiego klubu Real Canoe, gdzie była szkolona przez José Gonzáleza. Studiowała na Queens University of Charlotte.